# 邓伟明
邓伟明（1968年9月—），湖南邵东人，中伟股份（深交所：300919）董事长兼总裁，本科毕业于太原科技大学，后获清华大学MBA学位。

2022年，邓伟明、吴小歌夫妇以345亿人民币财富位列《2022年衡昌烧坊·胡润百富榜》第140位。

## 生平
1968年，邓伟明生于邵东市大禾塘街道。
1983年，他入读邵东一中132班，担任班长。
1990年，他太原科技大学毕业后，回到邵东焦化厂工作。
1992年，他下海创业，遭遇了海南“地产泡沫”破裂，后继续在能源与矿业领域发展。
2004年，他获得了清华大学MBA学位，同年注册资金3亿元人民币，成立了湖南中伟控股集团。
2014年9月至今，他担任中伟股份董事长兼总裁。